# Annika Davidsson
Annika Davidsson, född i Umeå 1968 var Fröken Sverige 1988.
Annika Davidsson utbildade sig till lärare, it-pedagog och specialpedagog vid Umeå universitet.